# Diocesi di Apt

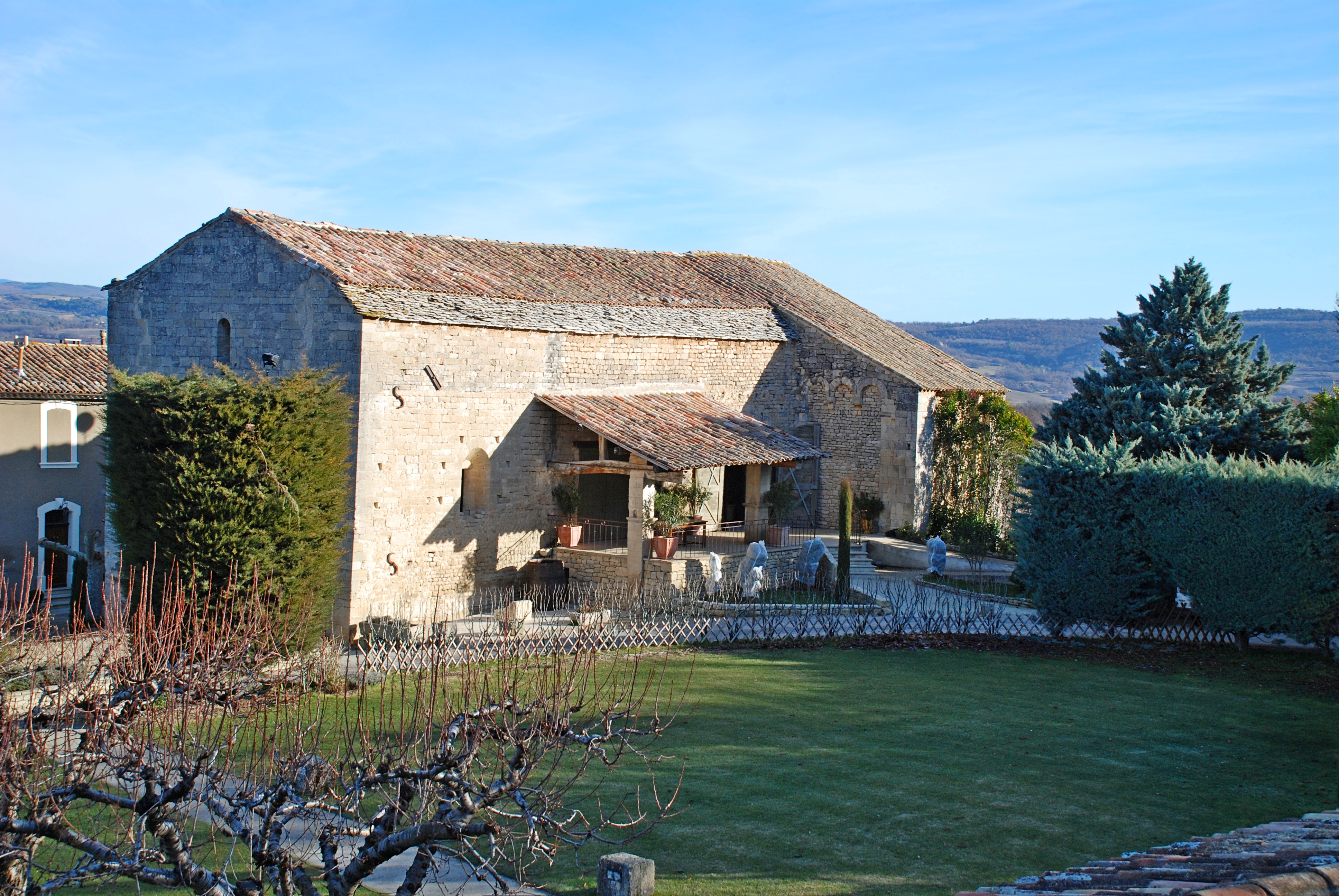
Resti dell'abbazia di Sant'Eusebio di Saignon.

La diocesi di Apt (in latino Dioecesis Aptensis) è una sede soppressa e sede titolare della Chiesa cattolica.

## Territorio
La diocesi confinava a nord con la diocesi di Carpentras, a est con quella di Sisteron, a sud con l'arcidiocesi di Aix e ad ovest con la diocesi di Cavaillon.
Sede vescovile era la città di Apt nell'attuale dipartimento di Vaucluse, in Provenza, dove fungeva da cattedrale la chiesa di Sant'Anna.
Nel 1695 e nel 1752 la diocesi comprendeva 32 parrocchie, raggruppate in 4 decanati: Apt, Saint-Christol, Saint-Martin-de-Castillon e Saint-Saturnin.

## Storia
Secondo la tradizione, la diocesi di Apt sarebbe stata fondata da sant'Auspico, inviato in questa città alla fine del I secolo da san Clemente e morto martire nell'anno 102. La prima testimonianza storica dell'esistenza della diocesi di Apta Julia risale al concilio di Arles del 314, dove, a rappresentare il vescovo, c'erano il prete Romano, e un esorcista di nome Vittore. Invece, il primo vescovo conosciuto di Apt è san Castore (prima metà del V secolo), citato in alcuni documenti liturgici dell'epoca e in una lettera di papa Bonifacio I del 419.
A partire dal V secolo la diocesi, che comprendeva la valle del Calavon, divenne suffraganea dell'arcidiocesi di Aix.
Tra il VII ed il IX secolo la diocesi fu devastata dai Saraceni e la serie episcopale aptense fu di fatto interrotta per molti decenni, per riprendere con regolarità solo con Teutberto a metà del IX secolo.
Il 2 agosto 991 il vescovo Teodorico fondò il capitolo della cattedrale, composto da 12 canonici presieduto da un prevosto. Per il loro sostentamento, Teodorico predispose la cessione di una parte delle terre e dei possedimenti del vescovado e delle offerte dei fedeli.
L'antica cattedrale, risalente all'epoca paleocristiana, fu rifatta nell'XI secolo; le mura furono consacrate da papa Urbano II agli inizi del mese di agosto del 1096. Fu ricostruita sotto gli episcopati di Guillaume e di Pierre de Saint-Paul nel XII secolo; altri rifacimenti avvennero nei secoli successivi.
A partire dalla metà del XII secolo, i vescovi ottennero dal papa e dall'imperatore la conferma del possesso dei loro beni ecclesiastici. Nel 1162 il vescovo Pierre de Saint-Paul prestò giuramento di fedeltà all'imperatore ottenendo in cambio il titolo di principe dell'impero. Da questo momento i vescovi divennero signori feudali, con tutti i problemi che questo comportava nelle relazioni con gli altri principi secolari presenti sul territorio. Nel 1193 Guiran de Viens ottenne da Enrico VI il possesso e il controllo su una parte della città episcopale.
La diocesi comprendeva alcune abbazie istituite nel Medioevo: l'abbazia di Sant'Eusebio nei pressi di Saignon, fondata nel VI secolo, ristabilita nel 1004 e affidata ai benedettini nel 1032; l'abbazia di Valsainte, nel territorio di Banon, fondata el 1188; l'abbazia femminile di Santa Caterina, di regola agostiniana, e quella, anch'essa femminile, di Santa Croce, dell'ordine cistercense.
Nel XVI secolo il vescovo Jean-Baptiste de Simiane si lasciò convincere dalle idee luterane e per questo venne deposto nel 1571. I suoi successori, il fratello François de Simiane (1571-1587), e Pompée de Periglio (1588-1607), lottarono invece con energia contro le idee riformatrici tedesche, cercarono di correggere gli abusi e promulgarono i decreti di riforma del concilio di Trento. 
Nel 1706 il vescovo Joseph de Foresta, che si distinse per la sua lotta contro il giansenismo, fondò il seminario vescovile affidato alla Compagnia di Gesù. Il seminario fu soppresso dal vescovo Éon de Cély verso il 1780.
La diocesi fu soppressa in seguito al concordato con la bolla Qui Christi Domini di papa Pio VII del 29 novembre 1801 e il suo territorio incorporato in gran parte in quello della diocesi di Avignone, mentre 8 parrocchie nell'alta valle del Calavon furono incorporate nella diocesi di Digne.
Il 6 agosto 1877 il titolo di vescovi di Apt fu concesso agli arcivescovi di Avignone, che lo ebbero fino al 2009.
Dal 2009 Apt è annoverata tra le sedi vescovili titolari della Chiesa cattolica; dal 22 febbraio 2011 il vescovo titolare è Jean-Luc Hudsyn, già vescovo ausiliare di Malines-Bruxelles.

## Cronotassi

### Vescovi residenti
- Sant'Auspico †
- San Quintino † (inizio V secolo)[3]
- San Castore † (menzionato nel 419)[4]
- Giulio † (prima del 439 - dopo il 442)[5]
- Pretestato † (prima del 517 - dopo il 545)
- Sant'Eusebio ? †[6]
- Clementino † (prima del 549 - dopo il 573)
- Pappo † (prima del 581 - dopo il 585)
- Innocenzo † (menzionato nel 614)
- Magnerico † (menzionato nel 788)[7]
- Teutberto † (menzionato nell'853)
- Paolo I † (menzionato nell'867)
- Riccardo † (menzionato nell'879)
- San Sendardo † (menzionato nell'885)
- Paolo II † (menzionato nell'887)[8]
- Arnaldo † (menzionato nel 923)[9]
- Rostaing † (prima del 951 - dopo il 955)
- Arnolfo † (prima del 960 - dopo aprile 964)
- Nartoldo † (prima di settembre 965 - dopo il 984)
- Teodorico † (prima del 989 - dopo agosto 998)
- Ilbogo † (prima di maggio 999 - circa 1010)
- Santo Stefano † (circa 1010 - 6 novembre 1046 deceduto)
- Laugier †[10]
- Alphant d'Agout † (prima di marzo 1048 - dopo il 1076)
- Isoard † (menzionato nel 1095 ?)
- Bertrand † (menzionato nel 1102 ?)
- Laugier d'Agout † (prima del 1108 - dopo il 1122)
- Raymond † (prima del 1145 - dopo il 1151)
- Guillaume † (prima del 1158 - 1162)
- Pierre de Saint-Paul † (1162 - dopo il 1182)
- Guiran de Viens † (prima di agosto 1186 - dopo il 1193)
- Geofroi I † (prima di giugno 1209 - 1221 deceduto)
- Geofroi II † (prima di aprile 1221 - 1243 deceduto)
- Guillaume Centullion † (1243 - 26 gennaio 1246 deceduto)
- Geofroi Dalmas † (1246 - 28 agosto 1256 deceduto)
- Pierre Bayle † (11 novembre 1256 - 31 maggio 1268 deceduto)
- Ripert de Viens † (1268 - 1º febbraio 1272 deceduto)
- Raymond Centullion † (giugno 1272 - 10 luglio 1275 deceduto)
- Raymond Bot † (5 settembre 1275 - 22 agosto 1303 deceduto)
- Hugues Bot[11] † (novembre 1303 - 18 gennaio 1319 deceduto)
- Raymond Bot[12] † (6 maggio 1319 - gennaio 1330 deceduto)
- Guiraud de Languissel † (1º giugno 1330 - 10 aprile 1331 nominato vescovo di Nîmes)
- Bertrand Tissandier † (10 aprile 1331 - 5 giugno 1332 nominato vescovo di Bologna)
- Guillaume d'Astre, O.F.M. † (12 giugno 1332 - 8 ottobre 1336 deceduto)
- Guillaume Audibert † (2 dicembre 1336 - 1º ottobre 1341 nominato vescovo di Périgueux)
- Guillaume Lamy † (3 ottobre 1341 - 7 ottobre 1342 nominato vescovo di Chartres)
- Arnaud † (7 ottobre 1342 - circa giugno 1348 deceduto)
- Bertrand de Meissenier † (10 luglio 1348 - 4 giugno 1358 nominato arcivescovo di Napoli)
- Elzéar de Pontevès, O.F.M. † (1º giugno 1358 - dicembre 1361 deceduto)
- Raymond Savini † (23 marzo 1362 - 22 aprile 1383 nominato ad ecclesiam Solciensem)[13]
- Géraud du Breuil † (22 aprile 1383 - 17 ottobre 1390 nominato vescovo di Couserans)
- Jean Fillet † (17 ottobre 1390 - 26 giugno 1410 deceduto)
- Pierre Perricaud, O.P. † (27 febbraio 1411 - novembre 1412 deceduto)
- Costantino di Pergola † (19 dicembre 1412 - 1430 dimesso)
- Étienne d'Épernay, O.P. † (27 ottobre 1430 - 25 novembre 1437 deceduto)
- Pierre Nasondi † (20 gennaio 1438 - 1º luglio 1466 deceduto)
- Jean d'Ortigue † (18 marzo 1467 - 1482 deceduto)
- Agricol de Panisse † (8 luglio 1482 - gennaio 1490 deceduto)
- Jean Chabrol de la Spinay † (10 marzo 1490 - 16 novembre 1491 nominato vescovo di Valence)
- Jean de Montaigu † (8 agosto 1494 - agosto-ottobre 1527 deceduto)
- Jean de Nicolai † (agosto-ottobre 1527 succeduto - marzo 1533 deceduto)
  - Cesare Trivulzio[14] † (12 maggio 1533 - 1540 dimesso) (amministratore apostolico)
- Pietro di Forlì † (17 dicembre 1540 - 5 febbraio 1559 deceduto)
- Jean-Baptiste Raimbaud de Simiane † (7 febbraio 1560 - 1571 deposto)
- François de Simiane, O.Carth.[11] † (18 maggio 1571 - 6 maggio 1587 deceduto)
- Pompée de Periglio, O.F.M.Conv. † (22 gennaio 1588 - 28 gennaio 1607 deceduto)
- Jean Pélissier, O.S.B. † (28 maggio 1607 - 28 novembre 1629 deceduto)
- Modeste de Villeneuve des Arcs, O.F.M. † (20 agosto 1629 - gennaio 1670 deceduto)
- Jean de Gaillard † (20 aprile 1671 - 10 febbraio 1695 deceduto)
- Joseph Ignace de Foresta Colongue † (23 gennaio 1696 - 10 maggio 1723 dimesso)
- Jean-Baptiste de Vaccon[15] † (30 agosto 1723 - 8 dicembre 1751 deceduto)
- Félicien Bocon de la Merlière † (15 maggio 1752 - 11 dicembre 1778 dimesso)
- Laurent Michel Éon de Cély † (14 dicembre 1778 - 1801 dimesso)

### Vescovi titolari
- Jean-Luc Hudsyn, dal 22 febbraio 2011